# Tjalling Koopmans
Tjalling Charles Koopmans (28 tháng 8 năm 1910 - 26 tháng 2 năm 1985) là người đoạt giải Nobel Kinh tế năm 1975, cùng với Leonid Kantorovich.
Koopmans sinh ra ở 's-Graveland, Noord-Holland, Hà Lan. Năm 17 tuổi, ông theo học toán tại đại học Utrecht. Ba năm sau, vào năm 1930, ông chuyển sang vật lý lý thuyết. Năm 1933, ông chuyển đến Amsterdam để nghiên cứu toán kinh tế dưới sự hướng dẫn của Jan Tinbergen. Ngoài toán kinh tế, Koopmans còn nghiên cứu thêm kinh tế học và thống kê.
Koopmans chuyển đến Hoa Kỳ vào năm 1940. Tại đó ông làm việc trong một thời gian cho một cơ quan chính phủ ở Washington DC, nơi ông xuất bản các bài báo về vận tải, chủ yếu tập trung vào tối ưu hóa, sau đó chuyển đến Chicago, nơi ông tham gia cơ quan nghiên cứu Cowles, một Ủy ban Nghiên cứu Kinh tế liên kết với Đại học Chicago. Năm 1946, ông trở thành công dân của Hoa Kỳ vào năm 1948 là Giám đốc của Ủy ban Cowles. Sự mâu thuẫn từ các bộ phận của kinh tế tại Đại học Chicago với Ủy ban Cowles những năm 1950 đã khiến Koopmans cố gắng thuyết phục toàn bộ Ủy ban Cowles di chuyển đến Đại học Yale vào năm 1955 (nơi nó được đổi tên thành Quỹ Cowles). Ông tiếp tục xuất bản về kinh tế tăng trưởng tối ưu và phân tích hoạt động.
Công trình đầu tiên của ông về lý thuyết Hartree-Fock được liên kết với các định lý Koopmans, được biết đến rộng rãi trong hóa học lượng tử. Koopmans đã được trao giải thưởng Nobel Kinh tế (cùng với Leonid Kantorovich) cho đóng góp của ông cho lĩnh vực phân bổ nguồn lực, đặc biệt là lý thuyết về sử dụng tối ưu các nguồn tài nguyên. Công việc mà giải thưởng trao tập trung vào phân tích hoạt động, nghiên cứu các tương tác giữa các yếu tố đầu vào và đầu ra của sản xuất, và mối quan hệ của chúng đối với hiệu quả kinh tế và giá cả.

## Tác phẩm được lựa chọn
- Koopmans, Tjalling (1942). Các dạng bậc hai và mối tương quan nối tiếp trong các biến phân bố chuẩn. Biên niên sử về toán học thống kê, 13, 14–33.
- Koopmans, Tjalling à Montias, J. M. (1971). Miêu tả và so sánh các hệ thống kinh tế. Cowles Foundation Paper No. 357 (1971).
- Koopmans, Tjalling C., "Khái niệm về tối ưu và cách sử dụng", Nobel Memorial Lecture, 11 tháng 12 năm 1975

## Liên kết mở rộng
- Nobel autobiography
- Scarf, Herbert E., "Tjalling Charles Koopmans: ngày 28 tháng 8 năm 1910 – ngày 26 tháng 2 năm 1985", National Academy of Science
- IDEAS/RePEc
- Tjalling Charles Koopmans (1910–1985). Library of Economics and Liberty (ấn bản thứ 2). Liberty Fund. 2008. {{Chú thích sách}}: Đã bỏ qua |work= (trợ giúp)